# Арьен-ан-Бетмаль
Арье́н-ан-Бетма́ль (фр. Arrien-en-Bethmale, окс. Arrienh de Vathmala) — коммуна во Франции, находится в регионе Окситания, недалеко от границы с Испанией. Департамент коммуны — Арьеж. Входит в состав кантона Кастийон-ан-Кузеран. Округ коммуны — Сен-Жирон.
Код INSEE коммуны — 09017.

## Население
Население коммуны на 2008 год составляло 101 человек.
| 1962 | 1968 | 1975 | 1982 | 1990 | 1999 | 2008 |
| ---- | ---- | ---- | ---- | ---- | ---- | ---- |
| 130  | 186  | 143  | 89   | 89   | 110  | 101  |

## Экономика

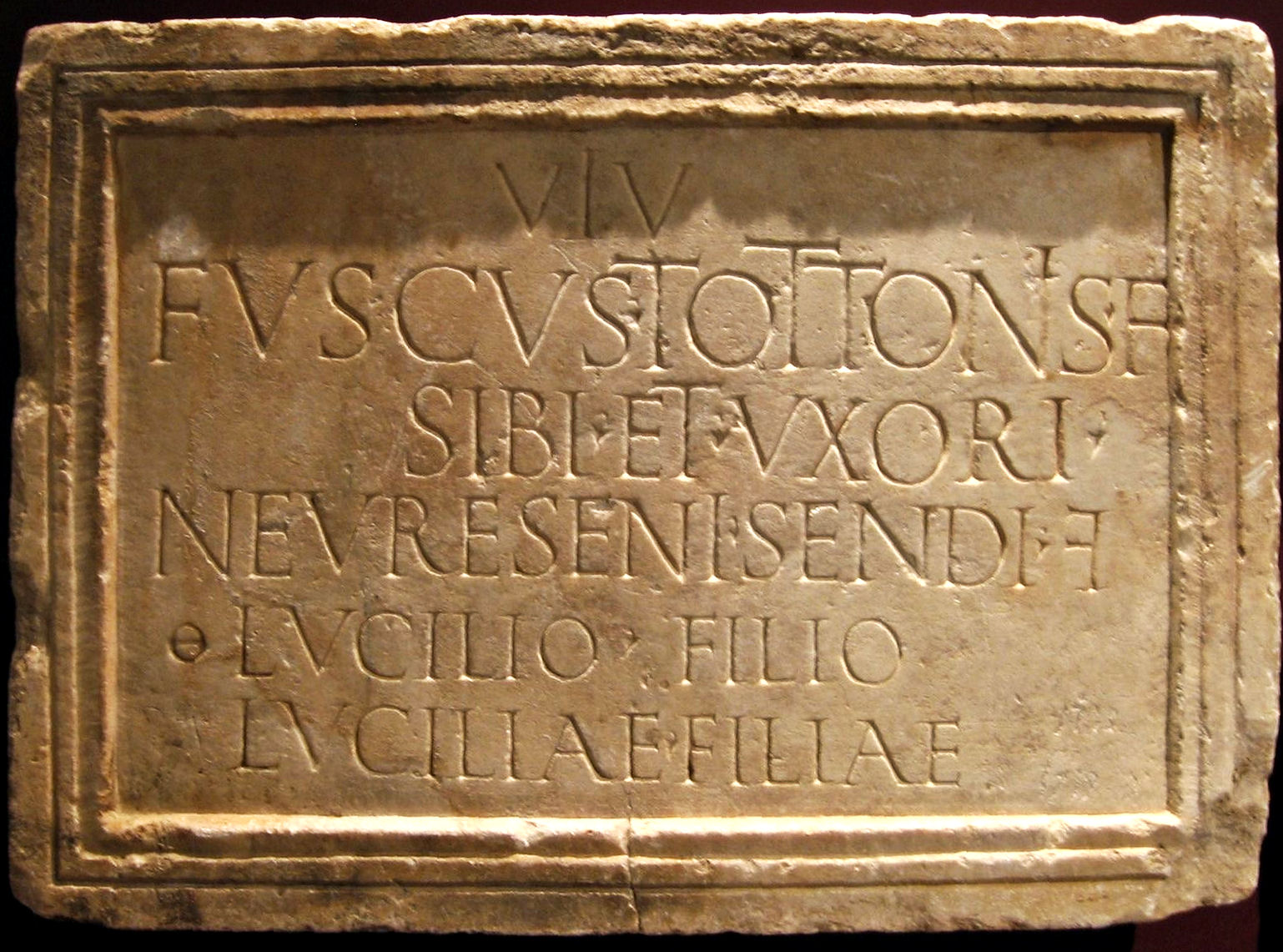
Надгробная плита I века, найденная в районе Арьен-ан-Бетмаль

В 2007 году среди 54 человек в трудоспособном возрасте (15—64 лет) 36 были экономически активными, 18 — неактивными (показатель активности — 66,7 %, в 1999 году было 56,1 %). Из 36 активных работали 31 человек (17 мужчин и 14 женщин), безработных было 5 (4 мужчины и 1 женщина). Среди 18 неактивных 1 человек был учеником или студентом, 13 — пенсионерами, 4 были неактивными по другим причинам.